# ATC code D06
ATC code D06 داروهای آنتی‌بیوتیک و شیمی‌درمانی جهت استفاده در بیماری‌های پوست زیرگروهی درمانی از سیستم طبقه‌بندی شیمیایی درمانی آناتومیک است. این سیستمِ متشکل از کدهای حرفی‌عددی را سازمان جهانی بهداشت برای طبقه‌بندی داروها و سایر تولیدات پزشکی ایجاد کرده است. زیرگروه D06 جزوی از گروه آناتومیک D مرتبط به پوست و ضمائم است.

کدهای مورد استفاده در دامپزشکی (کدهای ATCvet) را می‌توان با گذاشتن حرف Q جلو کدهای انسانی ATC ایجاد کرد: مثلاً QD06. کدهای ATCvet که فاقد کدهای انسانی متناظر ATC هستند، در فهرست ذیل با حرف آغازین Q ذکر شده‌اند.
ممکن است نسخه‌های ملی از طبقه‌بندی ATC حاوی کدهای اضافه‌ای باشند که در این فهرست (نسخهٔ سازمان جهانی بهداشت) نیامده باشند.

## D06A Antibiotics for topical use

### D06AAتتراسایکلینand derivatives
D06AA01 Demeclocycline
D06AA02 Chlortetracycline
D06AA03 اکسی تتراسایکلین
D06AA04 تتراسایکلین
QD06AA52 Chlortetracycline, combinations
QD06AA53 Oxytetracycline, combinations
QD06AA54 Tetracycline, combinations

### D06AX Other antibiotics for topical use
D06AX01 فوزیدیک اسید
D06AX02 کلرامفنیکل
D06AX04 نئومایسین
D06AX05 Bacitracin
D06AX07 جنتامایسین
D06AX08 Tyrothricin
D06AX09 موپیروسین
D06AX10 Virginiamycin
D06AX11 ریفاکسیمین
D06AX12 آمیکاسین
D06AX13 Retapamulin
QD06AX99 Other antibiotics for topical use, combinations

## D06B Chemotherapeutics for topical use

### D06BASulfonamides
D06BA01 سیلور سولفادیازین
D06BA02 Sulfathiazole
D06BA03 مفناید
D06BA04 Sulfamethizole
D06BA05 Sulfanilamide
D06BA06 Sulfamerazine
QD06BA30 Combinations of chemotherapeutics for topical use
D06BA51 Silver sulfadiazine, combinations
QD06BA53 Mafenide, combinations
QD06BA90 Formosulfathiazole
QD06BA99 Sulfonamides, combinations

### D06BBAntivirals
D06BB01 آیدوکسوریدین
D06BB02 Tromantadine
D06BB03 اسیکلوویر
D06BB04 Podophyllotoxin
D06BB05 Inosine
D06BB06 Penciclovir
D06BB07 لیزوزیم
D06BB08 ایباسیتابین
D06BB09 Edoxudine
D06BB10 Imiquimod
D06BB11 Docosanol
D06BB12 Sinecatechins
D06BB53 Aciclovir, combinations

### D06BX Other chemotherapeutics
D06BX01 مترونیدازول
D06BX02 Ingenol mebutate

## D06C Antibiotics and chemotherapeutics, combinations
Empty group